# Spinathele bannaensis
Espèce
Synonymes
- Macrothele bannaensis Xu & Yin, 2001

Spinathele bannaensis est une espèce d'araignées mygalomorphes de la famille des Macrothelidae.

## Distribution
Cette espèce se rencontre en Chine au Yunnan et au Hunan et au Laos,.

## Description
La femelle holotype mesure 16,00 mm.
Le mâle décrit par Li et Zha en 2013 mesure 10,55 mm et la femelle 15,42 mm.

## Systématique et taxinomie
Cette espèce a été décrite sous le protonyme Macrothele bannaensis par Xu et Yin en 2001. Elle est placée dans le genre Vacrothele par Shao, Zhou et Lin en 2025.

## Étymologie
Son nom d'espèce, composé de banna et du suffixe latin -ensis, « qui vit dans, qui habite », lui a été donné en référence au lieu de sa découverte, la préfecture autonome dai de Xishuangbanna.

## Publication originale
- Xu & Yin, 2001 : « A new species of the genus Macrothele from China (Araneae: Hexathelidae). » Journal of Natural Science of Hunan Normal University, vol. 24, no 3, p. 65-66 & 72.